# Impleta consorta
Impleta consorta är en tvåvingeart som beskrevs av Eberhard Plassmann 1978. Impleta consorta ingår i släktet Impleta och familjen svampmyggor. Enligt den finländska rödlistan är arten nära hotad i Finland. Arten är reproducerande i Sverige. Artens livsmiljö är naturlundskogar. Inga underarter finns listade i Catalogue of Life.